# Elephant (singel Margaret)
Elephant – singel Margaret, wydany 27 sierpnia 2016, pochodzący z reedycji jej debiutanckiego albumu studyjnego Add the Blonde. Piosenkę napisała i skomponowała wokalistka we współpracy z Joakimem Buddee i Thomasem Karlssonem. Za produkcję utworu odpowiadał natomiast Joakim Buddee.
Kompozycja znalazła się na 21. miejscu listy AirPlay – Top, najczęściej odtwarzanych utworów w polskich rozgłośniach radiowych.

## Powstanie utworu i historia wydania
Utwór został napisany i skomponowany przez Margaret, Joakima Buddee i Thomasa Karlssona. Za miksowanie i mastering piosenki odpowiadał Fredrik Jansson, zaś produkcją nagrania zajął się Joakim Buddee.
Singel ukazał się w formacie digital download 27 sierpnia 2016 w Polsce za pośrednictwem wytwórni Magic Records i Extensive Music. Nagranie zostało umieszczone na reedycji debiutanckiego albumu studyjnego Margaret – Add the Blonde.

## Premiera utworu i wykonania na żywo
Premiera singla odbyła się 26 sierpnia 2016 w radiu RMF FM. Tego samego dnia piosenkarka wykonała utwór po raz pierwszy na żywo podczas gali Eska Music Awards w szczecińskiej Azoty Arenie, transmitowanej za pośrednictwem TVP1.

## „Elephant” w radiach
Nagranie było notowane na 21. miejscu w zestawieniu AirPlay – Top, najczęściej odtwarzanych utworów w polskich rozgłośniach radiowych.

## Teledysk
Premiera teledysku do piosenki odbyła się 13 września 2016 za pośrednictwem oficjalnej aplikacji mobilnej Margaret. Klip został wyreżyserowany przez Bognę Kowalczyk, a tytułową rolę „słonia” zagrał w nim Przemysław Dębkowski.

## Wykorzystanie utworu
W sierpniu 2016 fragment kompozycji wykorzystany został w spocie reklamowym marki Deichmann z udziałem Margaret, promującym jesienną kolekcję butów i dodatków sygnowaną przez wokalistkę.

## Twórcy
Opracowano na podstawie materiału źródłowego.
- Margaret – wokal prowadzący, autorstwo muzyki i tekstu
- Joakim Buddee – autorstwo muzyki i tekstu, produkcja muzyczna
- Thomas Karlsson – autorstwo muzyki i tekstu
- Fredrik Jansson – miksowanie, mastering

## Lista utworów
- Digital download[3]

1. „Elephant” – 3:06

## Notowania

### Pozycje na listach airplay
| Kraj   | Lista (2016)      | Najwyższa pozycja |
| ------ | ----------------- | ----------------- |
| Polska | AirPlay – Top     | 21                |
| Polska | AirPlay – Nowości | 1                 |

### Pozycje na listach przebojów
| Kraj   | Lista (2016)                              | Najwyższa pozycja |
| ------ | ----------------------------------------- | ----------------- |
| Polska | Radio Bielsko (Codzienna Lista Przebojów) | 1                 |
| Polska | Radio Eska (Gorąca 20)                    | 3                 |
| Polska | Radio Szczecin (SLiP)                     | 32                |
| Polska | Radio Zet (Lista przebojów)               | 13                |
| Polska | RMF FM (POPLista)                         | 9                 |
| Polska | RMF Maxxx (Hop Bęc)                       | 5                 |

## Wyróżnienia
| Rok  | Konkurs                  | Kategoria    | Rezultat    |
| ---- | ------------------------ | ------------ | ----------- |
| 2016 | Przebój roku RMF FM 2016 | Przebój roku | 76. miejsce |